# Refugio privado El Cachapé
El refugio privado El Cachapé es un área natural protegida ubicada en el departamento Primero de Mayo, en el noroeste de la provincia argentina del Chaco. 

## Características generales
El refugio fue creado en 1991 luego de un acuerdo entre los propietarios de las tierras y la Fundación Vida Silvestre Argentina. El objetivo de su creación es preservar un área especialmente conservada de montes y pastizales, alternados con bañados, correspondientes a las ecorregiones chaco árido y chaco húmedo.
La palabra cachapé refiere al nombre de un carro de cuatro ruedas, en general tirado por caballos, que se utilizaba para el transporte de troncos o maderas y que por esta razón no requería una construcción muy elaborada.
Desde 1996 se desarrolla en el refugio un proyecto de explotación sustentable del yacaré overo (Caiman latirostris) mediante una técnica denominada "rancheo". Esta técnica consiste en la recolección de los huevos que se encuentran en ambientes naturales, su traslado para incubación y luego la cría de los ejemplares recién nacidos hasta que llegan a un tamaño adecuado. En este punto, ya superada la etapa de mayores riesgos, se reintegran a la naturaleza la mayor parte de los jóvenes reptiles. El remanente se cría hasta llegar a un tamaño adecuado y se destina a la comercialización. La sustentabilidad de esta técnica se basa en la reducción de la mortalidad en las etapas iniciales de vida, lo que permite crear un excedente manteniendo y aún incrementando el número de ejemplares en estado salvaje.

## Flora y fauna
La flora del refugio incluye grandes áreas de pastizales y terrenos bajos, con frecuencia cubiertos de agua donde es abundante la presencia de espartillo (Elionurus muticus). El ambiente de monte incluye ejemplares de quebracho colorado (Schinopsis balansae), alecrín (Holocalyx balansae) y timbó (Enterolobium contortisiliquum).
Por su riqueza ornitológica, el refugio es una de las áreas importantes para la conservación de las aves en Argentina.

Entre las especies sobre las que existe algún grado de preocupación se encuentran el ñandú común (Rhea americana), el águila coronada (Harpyhaliaetus coronatus), el tachurí canela (Polystictus pectoralis), el tachurí coludo (Culicivora caudacuta), el yetapá de collar (Alectrurus risora), el capuchino castaño (Sporophila hypochroma) y el capuchino garganta café (Sporophila ruficollis).
Es significativa la presencia de aves de hábito acuático como el hocó colorado (Tigrisoma lineatum), la garza bruja (Nycticorax nycticorax), la garcita azulada (Butorides striata), la garcita bueyera (Bubulcus ibis), la garza mora (Ardea cocoi), la garza blanca (Ardea alba) y el chiflón (Syrigma sibilatrix), rapaces como los jotes cabeza colorada (Cathartes aura) y cabeza amarilla (Cathartes burrovianus) y las águilas negra (Buteogallus urubitinga) y mora (Geranoaetus melanoleucus).

Resulta frecuente la observación de los vistosos picaflores común (Chlorostilbon lucidus), bronceado (Hylocharis chrysura) o de barbijo (Heliomaster furcifer) y los carpinteros común (Picumnus cirratus), lomo blanco (Campephilus leucopogon), dorado común (Piculus chrysochloros), real (Colaptes melanochloros), campestre (Colaptes campestris), del cardón (Melanerpes cactorum), bataraz chico (Veniliornis mixtus) y oliva chico (Veniliornis passerinus).
Entre los mamíferos silvestres se encuentran las corzuelas pardas (Mazama gouazoubira), los lobitos de río (Lontra longicaudis), algunos escasos yaguarundíes (Puma yagouaroundi), los pecaríes de collar (Pecari tajacu) y los zorros de monte (Cerdocyon thous).